# Ridgeland (Karolina Południowa)
Ridgeland – miasto w Stanach Zjednoczonych, w stanie Karolina Południowa, w hrabstwie Jasper.